# Biosfärprogrammet

Logotyp för MAB

Biosfärprogrammet, eller Man and the Biosphere Programme (MAB), är ett mellanstatligt vetenskapligt program, drivet av Unesco. Målet med programmet är att etablera en vetenskaplig grund för förbättringen av människors relation med miljön. Detta innebär att säkerställa mänsklighetens fortsatta välfärd, genom att bevara den biologiska mångfalden och arbeta för att nyttja ekosystemtjänster på ett hållbart sätt.
Centralt för programmets arbete är de så kallade biosfärområdena, som ska agera som modell för hållbar utveckling. I april 2022 fanns det 727 i 131 länder, där 22 av dessa är samarbeten som går över nationella gränser, biosfärområden över hela världen.

## Biosfärprogrammet i Sverige
I Sverige leds programmet av en nationell programkommitté, som är beslutsfattare och finansiärer för biosfärprogrammet på nationell nivå. De verkar även som kontaktförmedlare i samordnandet av det internationella och nationella samarbetet. Naturvårdsverket agerar värd för programkommittén. Den svenska delen av programmet består även av ett biosfärråd. Biosfärrådet agerar som operativt utförandeorgan, vars främsta uppgift är att bidra till det projektets stabilitet och långsiktighet. Detta innebär bland annat att stödja och verka för projekt i de svenska biosfärområdena.

## Koppling till de globala målen
Biosfärprogrammet anses vara en bidragande faktor i arbetet med de globala målen. I programmets vision är hållbar utveckling centralt, vilket även är en förutsättning för många av de globala målen utlagda i Agenda 2030. De olika projekten i biosfärområdena kan identifiera behov för att uppfylla ett visst mål och även inkludera lokala samhällen i processen att hitta lösningar till hållbarhetsproblem. Enligt Unesco främjar arbetet också kunskap kring målen hos allmänheten och kopplar samman olika aktörer, som kan samarbeta för att uppfylla Agenda 2030.